# Баоруко
Баоруко (исп. Bahoruco) — провинция Доминиканской Республики. До 1952 года включала в себя территорию современной провинции Индепенденсия.

## Муниципалитеты и муниципальные районы
Провинция разделена на пять муниципалитетов (исп. municipio), а в пределах муниципалитетов — на девять муниципальных районов (distrito municipal — D.M.):
- Вилья-Харагуа
- Гальван
- Лос-Риос
  - Лас-Клавеллинас-сити (D.M.)
- Неиба
  - Эль-Пальмар (D.M.)
- Тамайо
  - Кабеза-де-Торо (D.M.)
  - Монтсеррат (D.M.)
  - Сантана (D.M.)
  - Увилья (D.M.)

Население по муниципалитетам на 2014 год (сортируемая таблица):
| № | Название          | Общее население | Городское население | Сельское население |
| - | ----------------- | --------------- | ------------------- | ------------------ |
| 1 | Вилья-Харагуа     | 8952            | 6408                | 2544               |
| 2 | Гальван           | 13 623          | 5569                | 8054               |
| 3 | Лос-Риос          | 7023            | 2585                | 4438               |
| 4 | Неиба             | 62 345          | 45 824              | 16 521             |
| 5 | Тамайо            | 19 326          | 9855                | 9471               |
|   | Провинция Баоруко | 111 269         | 70 241              | 41 028             |